# Ermita de Santa Margarita (Peranera)
La ermita de Santa Margarita de Peranera (en catalán: Santa Margarida de Peranera) es una ermita románica del pueblo abandonado de Peranera, del antiguo término de Malpàs, actualmente perteneciente al término de El Pont de Suert.
Está situada en un lugar aislado y solitario del norte del pueblo de Peranera, unos 2,5 kilómetros al nor-nor-este del pueblo.

## Descripción
Se llega por el camino de las minas de hulla de Peranera, en dirección a Erillcastell, hasta que se encuentra la Borda de Puiol, desde donde un camino lleva en unos 20 minutos a Santa Margarita.
Es un edificio muy pequeño, de una sola nave sin subdivisiones y ábside, con un arduo presbiterial un poco amplio, y puerta hacia el oeste. El muro del medio tiene una altura considerable, dado que está a plomo encima del despeñado. El muro norte es de la misma roca que lo abriga. Hecho de sillares irregulares y muy modificada posteriormente, es una obra de entre el siglo XI y el XII.